# Trattato di Neuilly
Il trattato di Neuilly (in bulgaro: Ньойският договор, Njojskjat dogovor), riguardante la Bulgaria e il suo ruolo nella prima guerra mondiale come una delle Potenze Centrali, venne firmato il 27 novembre 1919 a Neuilly-sur-Seine, in Francia.
Il trattato stabilì i confini sui territori contestati tra la Bulgaria, la Turchia, la Grecia ed il Regno dei Serbi, dei Croati e degli Sloveni. Come belligerante degli Imperi centrali, la Bulgaria dovette cedere porzioni del proprio territorio nazionale e venne richiesto che riducesse il proprio esercito a 20.000 uomini, che pagasse le riparazioni di guerra di più di 400 milioni di dollari e riconoscesse l'esistenza del Regno dei Serbi, dei Croati e degli Sloveni, più tardi conosciuto come Jugoslavia, cui dovette cedere, inoltre, 2.563 km² di territorio sul confine occidentale. La Bulgaria fu costretta a cedere la Tracia occidentale alla Grecia e a restituire la Dobrugia meridionale alla Romania (in base ai confini stabiliti dal trattato di Bucarest del 1913).
In Bulgaria i risultati del trattato furono noti al pubblico come la "seconda catastrofe nazionale" (Втора народна катастрофа). Durante la seconda guerra mondiale la Bulgaria, insieme alla Germania nazista rioccupò temporaneamente i territori che aveva ceduto con il trattato di Neuilly.

## Territori ceduti al Regno di Jugoslavia
Le zone cedute avevano fatto parte della Bulgaria dall'indipendenza del paese fino al 1919, quando vennero cedute al Regno dei Serbi, dei Croati e degli Sloveni (in seguito rinominato Regno di Jugoslavia) con il trattato di Neuilly. La cessione della regione avvenne in parte per compensare l'occupazione della parte meridionale ed orientale della Serbia da parte delle truppe bulgare nel periodo tra il 1915 ed il 1918 ed in parte per il suo territorio strategico. Il vecchio confine politico tra la Bulgaria e la Serbia seguiva una catena di alte montagne, mentre quello nuovo dava un significativo vantaggio militare ai serbi, esponendo pericolosamente la capitale bulgara Sofia e riducendo così decisamente la minaccia militare per la Serbia orientale nel caso di una nuova invasione bulgara.
Il trattato di Neuilly fu uno dei vari trattati firmati dopo la fine della prima guerra mondiale (come il trattato di Versailles, il trattato di Saint-Germain, il trattato del Trianon, il trattato di Sèvres) che erano stati concepiti per diminuire la forza politica e militare degli Imperi centrali. Come risultato, alcune aree con una maggioranza bulgara assoluta (come Bosilegrad e una parte della città di Dimitrovgrad) furono cedute alla Jugoslavia, mentre alcune aree con una significante presenza serba, come Trăn, rimasero in Bulgaria.
In Bulgaria si riteneva che il trattato dovesse durare solo 20 anni e che i territori sarebbero stati restituiti nel 1939, ma non si trova traccia di ciò nel trattato.

### Regione e popolazione

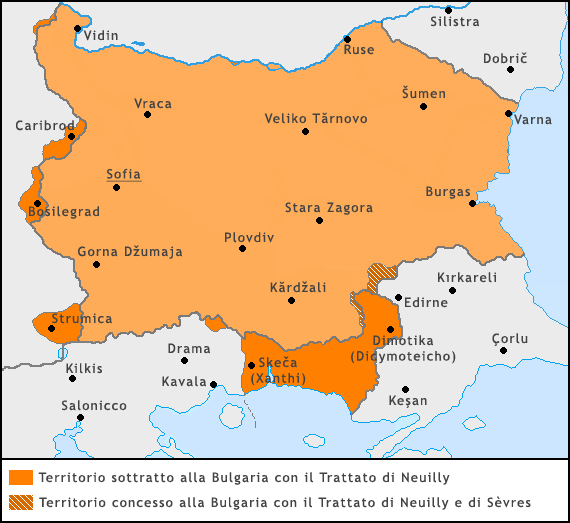
La Bulgaria dopo il trattato di Neuilly

I territori ceduti con il trattato coprivano un'area di 1.545 km² nell'odierna Serbia e 1.028 km² nell'odierna Macedonia del Nord.
In Serbia il territorio ceduto è ora diviso in distretto di Pirot (comune di Dimitrovgrad e piccole parti dei comuni di Pirot e Babušnica) e distretto di Pčinja (comune di Bosilegrad ed una piccola parte del comune di Surdulica). Includeva anche una piccola sezione lungo il fiume Timok nella municipalità e distretto di Zaječar, composto da 8 località (7 popolate da rumeni e 1 da bulgari).
Nel 1919 l'area corrispondeva alle seguenti parti degli okrăg bulgari: Kjustendil, 661 km², Caribrod 418 km², Trăn 278 km², Kula 172 km² e Vidin 17 km².
Le fonti bulgare affermavano che al tempo la gente di etnia bulgara costituiva il 95% della popolazione di Bosilegrad ed il 75% della popolazione di Caribrod. Nel censimento jugoslavo del 1931, tutta la popolazione slava venne semplicemente conteggiata come jugoslavi (serbi, croati, sloveni e bulgari) ed in tal modo una comparazione non poté essere fatta. Secondo l'ultimo censimento serbo del 2002, i bulgari costituivano il 50% ed il 71% rispettivamente della popolazione di Dimitrovgrad e di Bosilegrad. A causa del fatto che i due comuni sono i più poveri della Serbia e si stanno rapidamente spopolando e lo studio della lingua bulgara è limitato a meno delle lingue per la comunicazione internazionale, attivisti bulgari locali e nazionalisti bulgari accusano lo stato serbo di una politica di genocidio contro i bulgari locali.

## Interpretazioni storiche
Il principio della riorganizzazione, su base etnica, della carta dell'Europa, in aderenza ai Quattordici punti di Woodrow Wilson, paradossalmente - secondo lo storico britannico Eric Hobsbawm - fornì una giustificazione alle successive pulizie etniche e, addirittura, all'Olocausto degli Ebrei.